# 高石漁港
高石漁港（たかいしぎょこう）は、大阪府高石市にある港で漁港漁場整備法（昭和25年5月2日法律第137号）第1章第5条に規定する第1種漁港である。

## 概要
芦田川河口左岸に位置しており、堺泉北港には含まれない。南は大阪府立臨海スポーツセンターに隣接し、北は芦田川を挟んで浜寺公園、西は浜寺水路を挟んで石油化学分野が集積する堺泉北港泉北1区が広がる。
- 所在地 - 大阪府高石市高師浜丁
- 管理者 - 大阪府
- 漁業協同組合 - 高石市
- 組合員数 -
- 漁港番号 - 3110010

## 沿革
- 1952年（昭和27年）2月12日 - 第1種漁港に指定

## 主な魚種
- イワシ
- カレイ
- アナゴ
- スズキ
- タコ

## 主な漁業
- 船びき網漁業
- 底びき網漁業
- 刺網漁業
- たこつぼ漁業
- 採貝藻漁業